# Fluoranten
Fluorantenul este o hidrocarbură aromatică polinucleară (HAP) alcătuită dintr-un nucleu de naftalină și un inel benzenic legate printr-un nucleu de ciclopentan. Este izomer de structură cu pirenul.